# Blason de Bogota
 (mars 2023).
Si vous disposez d'ouvrages ou d'articles de référence ou si vous connaissez des sites web de qualité traitant du thème abordé ici, merci de compléter l'article en donnant les références utiles à sa vérifiabilité et en les liant à la section « Notes et références ».

Le Blason de Bogota.

Le blason de la ville de Bogota date de 1548. Il a été donné par le roi Charles Quint à la Vice-royauté de Nouvelle-Grenade. Il a été adopté en 1932 pour la ville de Bogota par les conseillers municipaux de l’époque.
Le blasonnement de Bogotá est : « D'or, à l'aigle couronnée de sable tenant dans chaque patte une grenade de gueules, à la bordure d'azur neuf grenades d'or »